# District de Subis
Le district de Subis (malais : Daerah Subis) est un district administratif de l'État malaisien du Sarawak, qui fait partie de la Division de Miri. La capitale du district est dans la ville de Bekenu.

### Liens connexes
- Districts de Malaisie